# Села над Подмелцем
Села над Подмелцем (на словенски: Sela nad Podmelcem) е село в Словения, регион Горишка, община Толмин. Според Националната статистическа служба на Република Словения през 2015 г. селото има 7 жители.